# Falkenberg/Elster
Falkenberg/Elster település Németországban, azon belül Brandenburgban. Lakosainak száma 6205 fő (2023. december 31.).

## Népesség
A település népességének változása:
| Lakosok száma | 6529 | 6406 | 6368 | 6296 | 6263 | 6205 |
|               | 2014 | 2017 | 2019 | 2021 | 2022 | 2023 |